# Płonkówko
Płonkówko [pronunciación en polaco: /pwɔŋˈkufkɔ/] es un pueblo en el distrito administrativo de Gmina Rojewo, dentro del Distrito de Inowrocław, Voivodato de Cuyavia y Pomerania, en el norte de Polonia. Se encuentra aproximadamente 1 kilómetro al este de Rojewo, 12 kilómetros al norte de Inowrocław, 27 kilómetros al sudoeste de Toruń, y 31 kilómetros al sudeste de Bydgoszcz.